# Jan Brewer
Janice Key "Jan" Brewer (Hollywood, 26 september 1944) is een Amerikaans politicus. Zij behoort tot de Republikeinse Partij en was tussen 2009 en 2015 de 22e gouverneur van de staat Arizona.

## Levensloop
De vader van Perry overleed toen zij elf was. Zelf studeerde zij aan Glendale Community College. Ze trouwde in 1970 met John Leon Brewer. Ze verhuisden naar Arizona en kregen drie kinderen.
Brewer werd politiek actief toen zij bijeenkomsten van de schoolraad van de school van haar kinderen ging bezoeken en niet erg onder de indruk te zijn van het niveau. Ze wilde zich verkiesbaar stellen voor de schoolraad, maar kreeg een mogelijkheid zich verkiesbaar te stellen voor het Huis van Afgevaardigden van de staat Arizona. Ze had daarin van 1987 tot 1993 zitting. Van 1987 tot 1996 had ze zitting in de Senaat van Arizona, waarvan de laatste drie jaar als voorzitter. In 1996 stelde ze zich verkiesbaar als voorzitter van Maricopa County. Toen ze werd gekozen was er een schuld van 165 miljoen dollar, maar toen Brewer zes jaar later vertrok was het county een van de meest gezonde counties in de Verenigde Staten.
Vroeg in 2002 stelde Brewer zich verkiesbaar voor de positie van Secretary of State van Arizona. Deze functie is gelijk aan die van Luitenant-gouverneur, zoals deze in verschillende andere staten bestaat. Ze werd gekozen met een marge van 23.000 stemmen. Vooral haar inzet voor conservatieve stemmers met haar pro-lifestandpunten bezorgde haar de winst. In 2009 volgde zij Janet Napolitano op als gouverneur toen deze in januari 2009 als minister van Binnenlandse Veiligheid werd benoemd in de regering van president Barack Obama.
Een van de eerste maatregelen die Brewer nam als gouverneur was de belasting te verhogen, omdat het financiële tekort van de staat anders te veel zou oplopen.
Als gouverneur stemde zij ook in met de Support Our Law Enforcement and Safe Neighborhoods Act. In deze wet mocht een agent proberen de (il)legale status van een gearresteerde of aangehouden persoon vast te stellen als de agent vermoedde dat de persoon niet legaal in het land was. Deze wet werd aangenomen omdat er zeer veel illegale immigranten via de grens met Mexico Arizona binnen kwamen. Deze wet was echter zeer omstreden, omdat het volgens critici zou leiden tot de actieve jacht op illegalen. Het zou de eerste keer in de Verenigde Staten illegale immigratie tot een misdrijf maken.
De regering van president Barack Obama stapte naar de rechtbank en de wet werd nietig verklaard. De staat Arizona heeft echter aangekondigd in beroep te gaan.
Bij de gouverneursverkiezingen in 2014 mocht Brewer zich na haar termijn niet opnieuw verkiesbaar stellen. Zij mengde zich echter wel in de campagne met het steunen van haar partijgenoot Doug Ducey. Ducey wist gemakkelijk te winnen van zijn Democratische tegenstrever Fred DuVal en volgde Brewer op 5 januari 2015 op als gouverneur van Arizona.
- Gemeinsame Normdatei: 1190574756
- International Standard Name Identifier: 0000 0000 5502 3761
- Library of Congress Control Number: no2009023929
- SNAC: w6j51q9m
- Virtual International Authority File: 78966805
- WorldCat: E39PBJht9khbwRTmr8QQbKwjYP